# Leptasterias arctica
Leptasterias arctica is een zeester uit de familie Asteriidae.
De wetenschappelijke naam van de soort werd in 1885 gepubliceerd door Murdoch.